# Krisztina Morvai
Krisztina Morvai (n. 22 iunie 1963, Budapesta, Ungaria) este avocat, activistă feministă și politician din Ungaria. A fost aleasă în Parlamentul European pe lista partidului de extremă dreaptă Jobbik/Mișcarea pentru o Ungarie mai bună, în 2009. Deși nu este membră a Jobbik, Morvai a declarat că intenționează să candideze din partea acestui partid pentru funcția de președinte al Ungariei.

## Biografie
Krisztina Morvai s-a născut la 22 iunie 1963, la Budapesta, în Ungaria, părinții săi fiind Klári Fekete și Miklós Morvai.
După ce a studiat la Liceul Apáczai Csere János din Budapesta, a urmat studii superioare la Universitatea Eötvös Loránd din același oraș, pe care le-a terminat cum laude. În 1989, a obținut o bursă de studii la Londra, studiind la King's College, din capitala britanică.
În anii 1990, a fost membră a Comisiei Europene a Drepturilor Omului, iar în anii 2003-2006, a lucrat la Convenția pentru eliminarea tuturor formelor de discriminare la adresa femeilor a Organizației Națiunilor Unite.
Este autoarea cărții Terror a családban (Teroare în familie), despre violența domestică.
La 7 iunie 2009, Morvai a fost aleasă membră a Parlamentului European, alături de alți doi colegi, pe lista partidului Jobbik.
Morvai are trei fiice. A fost căsătorită cu Baló György, realizator de emisiuni culturale la Televiziunea Maghiară, de care a divorțat în iulie 2011. Krisztina Morvai este de religie romano-catolică.

## Articole și cărți
- A sértettek támogatása a büntetőeljárásban. Rendészeti Szemle. 1991/2.
- Emberi jogok, jogállamiság és a „visszamenőleges” igazságszolgáltatás. Jogtudományi Közlöny. 1992/2. 62-71.
- Continuity and Discontinuity in the Legal System: What it Means for Women. UCLA Women’s Law Journal. 1994/1.
- Gender Discrimination – Related Cases Before the European Commission and Court of Human Rights. = Promoting Human Rights and Civil Society in Central and Eastern Europe. 1995.
- What is Missing the Rhetoric of Choice? UCLA Women’s Law Journal. 1995.
- A nemek közötti esélyegyenlőség – a diszkrimináció tilalma. = Egyenlő esélyek és jogharmonizáció. A nemek közötti megkülönböztetés tilalma a nemzetközi kötelezettségek tükrében. Szerk.: Gyulavári Tamás. Budapest, Munkaügyi Minisztérium Egyenlő Esélyek Titkársága – Integrációs Stratégiai Munkacsoport, 1997.
- Magánügy-e a feleségbántalmazás? Belügyi Szemle. 1998/3. 55-71.
- Terror a családban. A feleségbántalmazás és a jog. Budapest, Kossuth Kiadó, 1998.
- Család, állam, előítélet. Fundamentum.1999/4. 109-112.
- A „gyermekekkel szembeni rossz bánásmód” (erőszak, elhanyagolás, visszaélés) Magyarországon az ezredfordulón – büntetőbírósági ítéletek tükrében. Collega. 2002/3. 13-20.
- KITTI Rettegés és erőszak – otthon  Rejtjel Kiadó – ISBN  9637255095
- Magunkfajták – Morvai Krisztinával beszélget Kovács Zsolt - Kairosz Kiadó, 2008